# 龜殼花
龜殼花（学名：Protobothrops mucrosquamatus），又名棕斑原矛头蝮、原矛頭蝮，为蝰科原矛头蝮属的爬行动物，俗名烙铁头、笋壳班、老鼠蛇和恶乌子等，是台灣六大毒蛇之一。
龜殼花常與無毒的擬龜殼花混淆，不過擬龜殼花的頭部較圓。

## 名稱
因龜殼花背部通常為黃褐色或棕褐色，上有不規則的黑色斑塊，斑塊形狀似龜殼花紋，故名龜殼花。

## 分布
龜殼花分布於印度、孟加拉、緬甸、沖繩、台灣以及中國大陸的浙江、安徽、福建、江西、湖南、廣東、廣西、海南、四川、重慶、貴州、雲南、陝西、甘肅等地。

## 習性

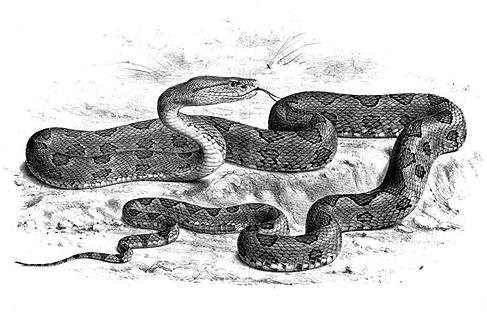

龜殼花常栖息于丘陵及山区、栖于竹林、灌丛、溪边、茶山、耕地以及常到住宅周围如草丛、垃圾堆、柴草石缝和落葉堆裡。其生存的海拔范围为82至2200米。该物种的模式产地在印度阿萨姆。平時與人接觸時通常會選擇離開，除非被侵擾否則不會馬上對人發動攻擊，雌蛇有護卵行為，在護卵期間若遭干擾則會主動採取攻擊。

## 保护
本种于2023年被收录入《有重要生态、科学、社会价值的陆生野生动物名录》。